# (33958) Zaferiou
2000 NK5 (asteroide 33958) é um asteroide da cintura principal. Possui uma excentricidade de 0.19445680 e uma inclinação de 6.49556º.
Este asteroide foi descoberto no dia 7 de julho de 2000 por LINEAR em Socorro.